# Cladocarpus multiapertus
Cladocarpus multiapertus är en nässeldjursart som beskrevs av Chantal Billard 1911. Cladocarpus multiapertus ingår i släktet Cladocarpus och familjen Aglaopheniidae. Inga underarter finns listade i Catalogue of Life.